# باب ستران
باب سِِتران أو باب القصر هو أحد أبواب مدينة صنعاء القديمة الرئيسية التي كانت تُشكل منافذ رئيسية للدخول والخروج من جهات مختلفة للمدينة عبر السور المحكم الذي كان يحيط بها من جميع الاتجاهات، وهي باب اليمن، وباب شعوب، وباب السباح. وهناك أبواب أخرى، ولكنها كانت مداخل لأحياء أخرى خارج سور مدينة صنعاء القديمة، مثل باب خزيمة وباب الشقاديف وباب البلقة وباب الروم وباب القاع، وقد اندثرت جميعها عدى باب اليمن، .
يقع الباب تحديدًا - كما تبينه الخرائط القديمة لمدينة صنعاء القديمة- في الجزء الشرقي الجنوبي لسور صنعاء المحيط بمنطقة القصر والتي هي جزء من صنعاء القديمة من جهة الشرق، إلاّ أنها منفصلة عنها بسور خاص يحيط بها من كل الجهات، وكان هذا السور يسمى أيضًا سور قصر غمدان، ويفصل منطقة القصر عن بقية أحياء صنعاء القديمة، وفي اليمن يُسمى السور بشكل عام بالعامية داير.
وللتوضيح فإن القصر المقصود هنا هو قصر غمدان الشهير وسميت لاحقًا في عهد العثمانيين بقصر السلاح كونها كانت منطقة عسكرية ومخزن كبير للأسلحة. كان في السور المحيط بمنطقة القصر بابان، الأول وهو باب ستران، ينفذ الخارجين منه الى خارج منطقة القصر وصنعاء القديمة عمومًا في اتجاه الشرق وجبل نقم، والداخل منه ينفذ إلى منطقة القصر وقلعة القصر، ولذلك كان يطلق عليه أحياناً باب القصر، وهي تسمية تتعارض مع تسمية البوابة الثانية لمنطقة القصر والتي كان اسمها فعلاً باب القصر، وهي بوابة داخلية كانت قريبة من القلعة، وتقع وسط السور الفاصل بين منطقة القصر والأحياء الأخرى لصنعاء القديمة. كما كانت هناك تسمية نادرة وغير متداولة لهذا الباب وهي باب المستشفى حسب التسمية العثمانية، نظرا لوجود مبنى مستشفى بالقرب من الباب داخل منطقة القصر.
كان باب ستران يتميز عن بقية الأبواب بتحصينه الشديد، حيث تقع أمامه نوبتان متداخلتان تحميان الباب من الرمي والقصف المدفعي، وهذا التصميم جعله باب مستور ومحمي، وربما استمد الباب تسميته من هذا الوصف. وما يميز باب ستراًن أيضا هو أنه يشترك مع بوابة القصر الثانية في أنهما البوابتان الرئيسيتان الخاصتان بالدخول والخروج من وإلى منطقة القصر.